# "Weird Al" Yankovic (album)
"Weird Al" Yankovic è l'album di debutto dell'omonimo musicista statunitense, pubblicato nel 1983.

## Tracce
1. Ricky (Adamson, Chapman, Chinn, Daniel, Yankovic) - 2:36 (parodia di Mickey, di Toni Basil)
2. Gotta Boogie - 2:14
3. I Love Rocky Road (Yankovic) - 2:36 (parodia di I Love Rock 'n Roll, di Joan Jett)
4. Buckingham Blues - 3:13
5. Happy Birthday (Yankovic) - 2:28
6. Stop Draggin' My Car Around - 3:16 (parodia di Stop Draggin' My Heart Around, di Stevie Nicks e Tom Petty)
7. My Bologna (Yankovic) - 2:01 (parodia di My Sharona, dei The Knack)
8. The Check's in the Mail - 3:13
9. Another One Rides the Bus (Deacon, Yankovic) - 2:40 (parodia di Another One Bites the Dust, dei Queen) - live
10. I'll Be Mellow When I'm Dead - 3:39
11. Such a Groovy Guy - 3:02
12. Mr. Frump in the Iron Lung - 1:54

## Musicisti
- "Weird Al" Yankovic - fisarmonica, cantante
- William K. Anderson - armonica, sassofono, coro
- Richard Bennett - banjo, chitarra, ukulele, coro
- Zaidee Cole - coro
- Rick Derringer - chitarra, coro
- Dr. Demento - coro
- Steve Jay - basso, coro
- Tress MacNeille - cantante, voce femminile
- Joan Manners - coro
- Joel Miller - bonghi, conga
- Dorothy Remsen - arpa
- Rick & Bubba - coro
- Jon "Bermuda" Schwartz - percussioni, batteria, coro
- Dawn Smithey - coro